# Ancyluris melior
Ancyluris melior är en fjärilsart som beskrevs av Hans Ferdinand Emil Julius Stichel 1910. Ancyluris melior ingår i släktet Ancyluris och familjen Riodinidae. Inga underarter finns listade i Catalogue of Life.